# Sverige dansar och ler
Sverige dansar och ler, svenskt humorprogram av Henrik Schyffert, Erik Haag och Felix Herngren, som sändes i Kanal 5 med premiär 20 april 2007. Programledare är André Wickström. Bland gästerna finns dessutom Anders och Måns, Tobbe Blom, Lena Philipsson, Filip och Fredrik, Ison & Fille, Martin Kellerman, Johan Glans, Magnus Betnér, Peder Lamm och Carina Berg.
Programmet består av en serie sketcher som handlar om festande. Varje avsnitt inleds med att André "rakar arslet" med rakhyvel och lödder (utom i sista avsnittet när han använder rakapparat). Andra stående inslag är bland annat En informationsfilm från Svenskt Näringsliv med Henrik Schyffert och Studio Tore.
En uppföljare, Sverige pussas och kramas, sändes 2008 i Kanal 5.

## Medverkande
- André Wickström – Programledare
- Henrik Schyffert – Informatör från Svenskt Näringsliv
- Tore Kullgren – Programledare för Studio Tore
- Kristian Luuk – Voiceover

### Gästmedverkande
- Avsnitt 1, Festa med motstånd: Filip och Fredrik, Johan Glans
- Avsnitt 2, Att gå på lyxig restaurang: Lena Philipsson, Magnus Betnér, Kristoffer Appelquist, Ison & Fille, Katerina Janouch
- Avsnitt 3, Brommamiddag: Anders och Måns, Carina Berg, Tobbe Trollkarl, Annika Sjöö, Magnus Betnér
- Avsnitt 4, Efterfest: Anders och Måns
- Avsnitt 5, När wiggern kom till byn: Filip och Fredrik, Alex Schulman, Martin Kellerman
- Avsnitt 6, Att supa i tjänst: Johan Glans, Peder Lamm, Kristoffer Appelqvist
- Avsnitt 7, Biologisk happyhour: Magnus Betnér, Carina Berg, Martin Kellerman